# باشگاه فوتبال هلال قدس
باشگاه فوتبال هلال قدس ( عربی : نادی هلال القدس ) یک باشگاه ورزشی ، فرهنگی ، اجتماعی، پیشاهنگی، هنری و جوانان فلسطینی است. فعالیت های ورزشی زیادی دارد که یکی از آنها فوتبال است . در سال ۱۹۷۲ در داخل دیوارهای شهر قدیمی قدس تأسیس شد .